# Islam Kanan
Islam Kanan (Haifa, Israel, 21 de mayo de 1983) es un futbolista israelí. Juega de lateral por izquierda y su equipo actual es el Ihud Bnei Majd al-Krum F.C. de la Liga Alef de Israel. 

## Clubes
| Club                               | País    | Año         |
| ---------------------------------- | ------- | ----------- |
| Maccabi Haifa                      | Israel  | 2000-2004   |
| Hapoel Haifa                       | Israel  | 2003-2005   |
| Hapoel Nazareth Illit (Cedido)     | Israel  | 2007        |
| Bnei Sakhnin                       | Israel  | 2007-2008   |
| Maccabi Haifa                      | Israel  | 2008        |
| Peñarol                            | Uruguay | 2008        |
| Hapoel Nazareth Illit              | Israel  | 2009 - 2011 |
| Hapoel Ironi Rishon LeZion FC      | Israel  | 2011        |
| Maccabi Umm al-Fahm F.C.           | Israel  | 2011 - 2012 |
| Maccabi Ahi Nazareth Football Club | Israel  | 2012 - 2014 |
| Hapoel Daliyat al-Karmel F.C.      | Israel  | 2014        |
| Ihud Bnei Majd al-Krum F.C.        | Israel  | 2014        |